# Montpellier Festival
Das Montpellier Festival, eigentlich Festival de Radio France et Montpellier Languedoc-Roussillon, ist ein großes Musikfestival im südfranzösischen Montpellier, das von der regionalen Hauptstadt und Radio France ausgerichtet wird. 

## Geschichte
Das Festival findet seit 1985 statt. Die Veranstaltung war zunächst als Festival für klassische Musik gedacht, öffnete sich aber für weitere Musikstile wie Jazz, Elektronische Musik oder Weltmusik. Inzwischen gehört es mit jährlich ca. 115 000 Besuchern zu den größten Musikfestivals in Europa.
Neben kostenpflichtigen Abendveranstaltungen finden im Rahmen des Festivals derweil auch zahlreiche Gratiskonzerte statt.

## Einzelbelege
1. ↑  Le Festival de Radio France et Montpellier Languedoc-Roussillon 14 - 31 juillet 2008 (englisch) (Memento vom 20. August 2008 im Internet Archive)